# Wikipedia tiếng Hy Lạp
Wikipedia tiếng Hy Lạp là một phiên bản Wikipedia, một bách khoa toàn thư mở.